# Rio Salitre
Rio Salitre är ett vattendrag i Brasilien.   Det ligger i delstaten Bahia, i den östra delen av landet, 1 100 km nordost om huvudstaden Brasília.
Trakten runt Rio Salitre består i huvudsak av gräsmarker. Runt Rio Salitre är det glesbefolkat, med 8 invånare per kvadratkilometer.